# Verdinaso

Le drapeau du parti.

Le Verdinaso est une organisation politique fasciste belge, née en 1931. 
Le parti, qui est actif en Belgique et aux Pays-Bas, est dirigé par Joris Van Severen. Il est dissous par les nazis au début de l'Occupation.[pas clair]

## Débuts
Le Verbond van dietsche nationaal solidaristen (en français : « groupement des solidaristes nationaux thiois »), plus couramment appelé le Verdinaso a été fondé pendant l'Entre-deux-guerres, le 6 octobre 1931. Son fondateur est Joris Van Severen, homme politique belge ancien député au Frontpartij et vétéran de la Première Guerre mondiale. Il est issu d'une famille bourgeoise francophone. Le parti nait à la suite d'un conflit entre Van Severen et le Katholiek Vlaamsh Nationaal Verbond : le VNV a comme ambition de fédéraliser la Belgique, alors que Van Severen considère le fédéralisme comme un facteur de la désunion entre flamands et wallons ce qui nuit à atteindre son objectif de fusion des Pays-Bas. Le Verdinaso naît donc à cause d'un schisme au sein du Frontpartij. Au départ, le parti est dirigé par Van Severen et Jules Declercq à Gand et à Anvers mais la structure du parti va très vite évoluer. Le mouvement aurait compté, au moment de son apogée, plus de 10 000 militants.

## Idéologie
Ce parti d'extrême droite a pour objectif de créer un état populaire thiois, c'est-à-dire un État catholique qui rassemblerait les Pays-Bas actuels, la Flandre belge et la Flandre française,. Pour ce faire, le parti se base sur un mouvement politique appelé le nationalisme solidariste thiois, il s'agit d'une idéologie qui prône une solidarité entre les différents membres d’un même État pour le bien de la nation. Cela se base sur un système autoritaire qui prévoit une planification socio-économique.
S'inspirant de l'action française de Charles Maurras ainsi que de l'idéologie de Mussolini, le Verdinaso s'inscrit dans le mouvement du nationalisme thiois qui peut être défini comme étant « l'action énergique de la communauté nationale thioise en vue de consolider son unité organique dans un état qui corresponde à cette unité organique ».
L'objectif de ce mouvement est, principalement, de développer et assurer la sauvegarde de l’identité nationale thioise, pour atteindre ce but, le mouvement cherche à créer une nation thioise et, pour conserver cette dernière, créer un état thiois.

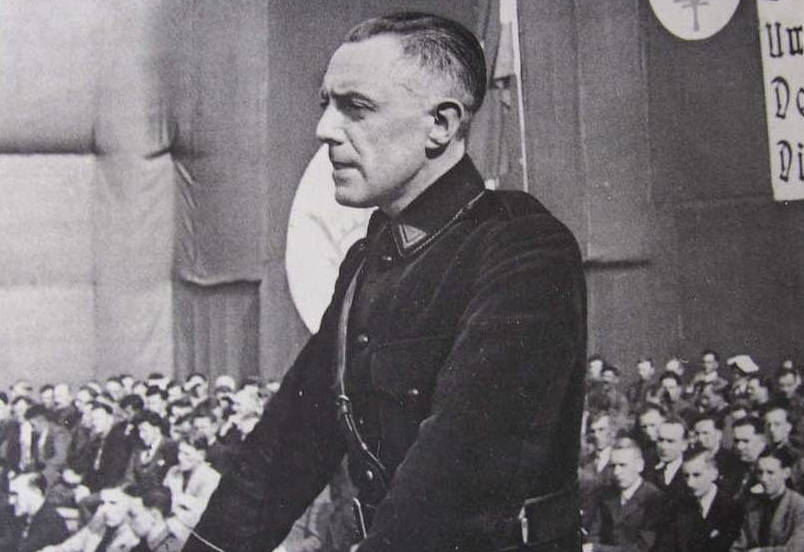
Joris Van Severen, fondateur du parti lors d'un rassemblement avec ses partisans.

Pour mener à bien ses objectifs, le Verdinaso souhaite modifier le système en place, à savoir la démocratie. En effet, il considère que la souveraineté populaire n'existe pas et qu’elle est en réalité une invention des ennemis du peuple contre ces derniers. Le peuple est divisé dans diverses corporations notamment en fonction de leur profession, au sein de celle-ci ils donnent leur avis par voie référendaire. Les partisans et membres du Verdinaso sont également contre le système libéral, qu’ils considèrent, de la même façon que pour la démocratie, comme un ennemi du peuple. Pour remplacer ce système, le parti prévoit une solidarité des citoyens pour satisfaire les besoins de la nation et également un régime spécial en ce qui concerne la propriété privée, il y aurait une obligation du service social de cette propriété, en clair ils souhaiteraient instaurer une économie nationale.
Durant l'Entre-deux-guerres et la Seconde Guerre mondiale, l'idéologie du Verdinaso a de nombreux points de similitude avec l'idéologie de l'Allemagne nazie prônée par Hitler. Il est largement antisémite. Malgré tout, le parti et en particulier son leader, Joris Van Severen, est en désaccord avec le Troisième Reich. En effet, il considère que l'Allemagne nazie est la première et la principale ennemie du pays thiois. À propos des ressemblances avec l'idéologie nazie, les formes de la propagande du Verdinaso sont très similaires au national socialisme allemand en ce qui concerne les drapeaux ou les emblèmes du parti.
En ce qui concerne la révolution belge de 1830, Joris Van Severen considère « la petite émeute brabançonne de 1830 comme un regrettable incident dans notre histoire séculaire ». Il prétend que la révolution belge a été manœuvrée par des Français présents à Bruxelles.
Au niveau des idées du parti, il y a également une similitude, les juifs seraient considérés comme une menace pour les citoyens belges. Par ailleurs, des comptes rendus officiels du parti nazi auraient aussi été régulièrement publiés dans le journal du parti, nommé le Hier Dinaso, ces comptes rendus sont généralement tournés vers les personnes considérées comme étant problématiques pour le régime hitlérien. De ce fait, le Verdinaso a des points communs avec le parti national socialiste allemand en plus de l’orientation politique, qui est tournée vers l’extrême droite.

## Structure

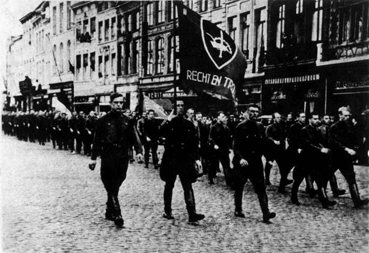
Défilé du Dinaso Militanteorde dans les années 1930.

Le parti dispose d'une milice privée nommée « Dinasomilitie », dirigée par Jef Misoorten mais une loi du 29 Juillet 1934 interdisant les milices privées oblige le groupement à changer de nom, se renommant donc le « Dinaso Militanteorde », cette fois-ci dirigé par Jef François. Le parti dispose d'un syndicat : le « Verbond van Nationale Arbeiderssyndicaten » dirigé par Jules Declercq. Mais Philip Van Isacker, ministre au gouvernement belge de l'époque, décide de couper les subventions données au syndicat, ce qui a comme conséquence une diminution de ses membres. Van Severen décide donc de créer le « Verbond van Dinaso corporaties » dirigé par Pol le Roy. Une section du mouvement est aussi réservée pour les jeunes de 12 à 18 ans, pris en charge par Leo Poppe. Une autre division, le « Verbond van Dinaso Vrouwen en Meisjes » (« Verdivro ») est attribuée aux femmes. Elle est gérée par Cecilia De Langhe. Pour finir, il existe aussi une structure d’étudiants, le « Verbond van Dinaso Studenten », avec principalement à sa tête Norbert Dewitte à Gand et dirigé par Jef Van Bilsen à Louvain. Le Verdinaso dispose aussi d'un organe de presse, l' Hier Dinaso, dont le premier numéro a été publié le 3 décembre 1932. Joris Van Severen en est le rédacteur en chef. L'hebdomadaire publie des articles doctrinaux, l’actualité du parti, etc.
Sous l'occupation allemande lors de la Seconde Guerre mondiale, les services allemands limitent la publication de l'hebdomadaire uniquement à Bruxelles et sous la condition de ne pas « attaquer les institutions et la nation allemandes » ainsi que « l’interdiction de parler du Roi ».
Les jeunes du Verdinaso ont aussi un journal nommé Jongdinaso, dirigé par le chef de la structure des jeunes. Il existe aussi un mensuel expressément créé pour les Corporations du nom de Orde. Les « provinces romanes » (provinces francophones) ont-elles, de même, un mensuel nommé L'ordre thiois, le mensuel Pays-Bas Belgiques lui succède en 1940.

## Dissolution

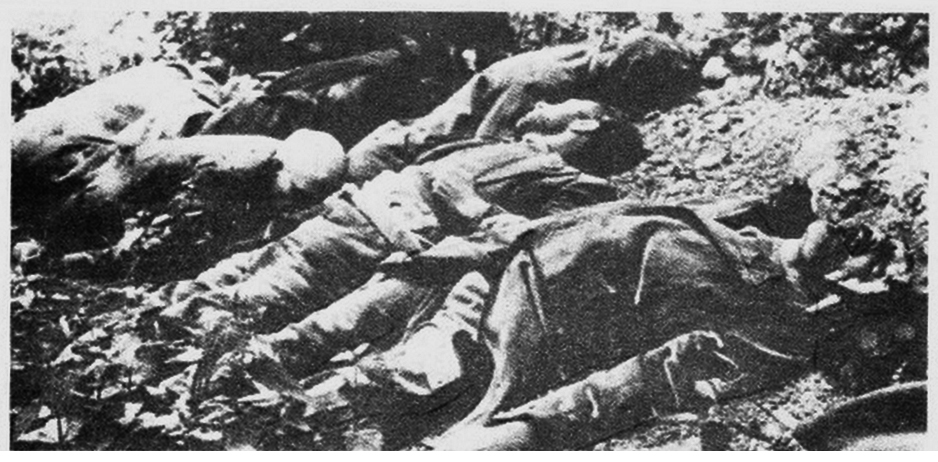
Les corps de Jan Ryckoort, Joris Van Severen, Lucien Monami, René Wéry, et de deux Italiens lors du massacre d'Abbeville.

Le 10 mai 1940, jour de l'invasion allemande, le dirigeant du Verdinaso est arrêté sous les ordres du gouvernement belge et envoyé à Abbeville, dans le nord de la France le 15 mai. Van Severen y est tué, avec Jan Rijckoort par des militaires français. Selon ses partisans, il s'agirait d'un assassinat,.
En juin 1940, sous la nouvelle direction d'Emiel Thiers, le Verdinaso se réorganise et obtient de la Militärverwaltung la permission de se reconstituer comme mouvement politique. Il conclut un accord avec la Légion nationale, qui est également anti-fédéraliste et très royaliste. Emiel Thiers est assisté de Pol Le Roy, Paul Persijn comme organisatieleider, Pol Van Herzeele comme administrateur, Frantz Van Dorpe pour la presse, Ast Fonteyne pour la jeunesse, Jef François pour la DMO[Quoi ?] et Louis Gueuning pour les provinces romanes.
Durant les mois suivants, le Verdinaso connait des changements et fait de gros efforts de recrutement. L'hebdomadaire Hier Dinaso réapparait « sans se soumettre à la censure allemande ». Mais les dissensions n'ont pas disparu.
À la suite d'une crise interne entre le 20 mai 1940 et le 10 mai 1941, deux factions s'opposent : celle de Persijn, Van Bilsen et Van Dorpe (surtout influente à Bruxelles et Anvers), et celle de Jef François et Pol Le Roy (surtout influente à Gand). Les scissions aboutissent à la rupture définitive au sein de l'ancien Verdinaso et la dispersion de ses membres dans les groupes solidaristes et rexistes. Le 10 mai 1941, une fraction minoritaire du Verdinaso fusionne avec le mouvement unique Vlaams Nationaal Verbond (VNV), le plus important parti d'extrême droite. Une partie des dirigeants du Verdinaso refuse d'adhérer au VNV et se regroupe autour de Louis Gueuning, dirigeant des provinces romanes du Verdinaso à partir du 4 mai 1940. Pendant la guerre, le groupe Gueuning agit clandestinement, diffusant des tracts et des écrits de Van Severen, et gardant un certain contact avec quelques groupes faisant partie de la résistance thioise.
Certains nationaux-solidaristes vont rejoindre la résistance d'ultradroite patriotique. D'anciens dinasos rejoignent la résistance, et surtout les services de renseignements (comme le groupe Othello où on retrouve F. Van Dorpe, Jef Van Bilsen, Paul Persijn, Herman De Ceuster) 
À la fin de la guerre, le national-solidarisme n'a pas disparu complétement, les fidèles partisans de Van Severen, des Flamands, mais aussi des francophones, se sont réorganisés.
Le nombre des membres du Verdinaso est évalué à un peu plus de mille, avec 135 sections aux Pays-Bas et en Flandre.
Un des dirigeants provinciaux du Verdinaso estime le nombre de membres en 1939 entre 4 000 et 5 000. En ce qui concerne la presse, l'hebdomadaire Hier Dinaso parait encore six fois après la guerre, du 20 janvier 1951 jusqu’au 17 mars 1951 sous la direction de Paul Persijn.